# Ovar (stacja kolejowa)
Ovar (port: Estação Ferroviária de Ovar) – stacja kolejowa w Ovar, w dystrykcie Aveiro, w Portugalii. Znajduje się na Linha do Norte, na Largo Serpa Pinto. Jest obsługiwana przez pociągi Comboios de Portugal.